# Horst-Dieter Brähmig
Horst-Dieter Brähmig (* 23. Oktober 1938 in Hoyerswerda; † 27. Juni 2017 ebenda) war ein deutscher Kommunalpolitiker (PDS). Von 1994 bis 2006 war er Oberbürgermeister seiner Geburtsstadt Hoyerswerda.

## Leben
Brähmig wurde als Sohn eines Arztes 1938 in Hoyerswerda geboren. Nach dem Besuch der EOS, dem heutigen Lessing-Gymnasium, den er 1956 mit dem Abitur beendete, ließ er sich zum medizinisch-technischen Assistenten am Kreiskrankenhaus Hoyerswerda ausbilden. 1969 wechselte er zum Rat des Kreises Hoyerswerda, wo er Ämter im Gesundheitswesen und Energiebereich ausübte und in die SED eintrat. 1972 bis 1976 absolvierte er ein Studium der Staats- und Rechtswissenschaften, das er als Diplom-Staatswissenschaftler abschloss. Nach 1990 übernahm er zunächst Leitungsfunktionen im Gewerbe-, dann im Straßenverkehrsamt. Gleichzeitig war er als Stadtverordneter für die PDS tätig. Er wurde Fraktionsvorsitzender der PDS und am 26. Juni 1994 zum Oberbürgermeister von Hoyerswerda gewählt. Mit seinem Amtsantritt am 1. August 1994 war er der erste PDS-Politiker, der zum Bürgermeister gewählt wurde. Bei der Wiederwahl 2001 erhielt er 48,6 Prozent der Stimmen. Das Bürgermeisteramt übte er bis 2006 aus. Danach ging er in den Ruhestand. Brähmig erlag am 27. Juni 2017 einem Krebsleiden.
Brähmig war Vorsitzender des Konrad-Zuse-Forums Hoyerswerda e. V.